# Géraud Sénizergues
Géraud Sénizergues, né le 9 mars 1957, est professeur d'informatique à l'Université de Bordeaux et membre du Laboratoire bordelais de recherche en informatique (LaBRI). Récipiendaire du Prix Gödel en 2002 pour avoir démontré la décidabilité de l'égalité des langages reconnus par des automates à pile déterministes, il a obtenu le Prix Humboldt en 2003.